# Carnivores Tour
El Carnivores Tour fue una gira de conciertos por parte de las bandas estadounidenses Linkin Park, Thirty Seconds to Mars y AFI.

## Lista de canciones
AFI
1. "The Leaving Song Pt. II"
2. "Girl's Not Grey"
3. "I Hope You Suffer"
4. "Love Like Winter"
5. "Medicate"
6. "17 Crimes"
7. "The Days of the Phoenix"
8. "Silver and Cold"
9. "Miss Murder"

Thirty Seconds to Mars
1. "Up in the Air"
2. "Night of the Hunter"
3. "Search & Destroy"
4. "This Is War"
5. "Conquistador"
6. "Kings & Queens"
7. "Do or Die"
8. "City of Angels"
9. "End of All Days"
10. "Hurricane"
11. "From Yesterday"
12. "The Kill"
13. "Closer to the Edge"

Linkin Park
1. "Guilty All the Same"
2. "Given Up"
3. "With You"
4. "One Step Closer"
5. "Blackout"
6. "Papercut"
7. "Rebellion"
8. "Runaway"
9. "Wastelands"
10. "Castle of Glass"
11. "Leave Out All the Rest" / "Shadow of the Day" / "Iridescent"
12. "Robot Boy"
13. "Numb"
14. "Waiting for the End"
15. "Final Masquerade"
16. "Wretches and Kings" / "Remember the Name"
17. "Lying From You"
18. "Somewhere I Belong"
19. "In the End"
20. "Faint
21. Burn It Down (versión corta)
22. Lost In The Echo (versión corta)
23. New Divide (versión corta)
24. Crawling (versión corta)
25. Until It's Gone (versión corta, contiene elementos de Points Of Authority)
26. What I've Done
27. Bleed It Out

## Fechas de la gira
| Fecha                    | Ciudad           | País           | Lugar                               |
| ------------------------ | ---------------- | -------------- | ----------------------------------- |
| Norteamérica             |                  |                |                                     |
| 8 de agosto de 2014      | West Palm Beach  | Estados Unidos | Cruzan Amphitheatre                 |
| 9 de agosto de 2014      | Tampa            | Estados Unidos | Steinbrenner Field                  |
| 12 de agosto de 2014     | Charlotte        | Estados Unidos | PNC Music Pavilion                  |
| 13 de agosto de 2014     | Bristow          | Estados Unidos | Jiffy Lube Live                     |
| 15 de agosto de 2014     | Camden           | Estados Unidos | Susquehanna Bank Center             |
| 16 de agosto de 2014     | Mansfield        | Estados Unidos | Xfinity Center                      |
| 18 de agosto de 2014     | Holmdel Township | Estados Unidos | PNC Bank Arts Center                |
| 19 de agosto de 2014     | Wantagh          | Estados Unidos | Nikon at Jones Beach Theater        |
| 21 de agosto de 2014     | Darien Lake      | Estados Unidos | Darien Lake                         |
| 23 de agosto de 2014     | Montreal         | Canadá         | Parc Jean-Drapeau                   |
| 24 de agosto de 2014     | Toronto          | Canadá         | Air Canada Centre                   |
| 26 de agosto de 2014     | St. Paul         | United States  | Minnesota State Fair                |
| 27 de agosto de 2014     | Winnipeg         | Canadá         | MTS Centre                          |
| 29 de agosto de 2014     | Tinley Park      | United States  | First Midwest Bank Amphitheatre     |
| 30 de agosto de 2014     | Clarkston        | United States  | DTE Energy Music Theatre            |
| 5 de septiembre de 2014  | The Woodlands    | United States  | The Cynthia Woods Mitchell Pavilion |
| 6 de septiembre de 2014  | Dallas           | United States  | Gexa Energy Pavilion                |
| 8 de septiembre de 2014  | Denver           | United States  | Fiddler's Green Amphitheatre        |
| 10 de septiembre de 2014 | Phoenix          | United States  | US Airways Arena                    |
| 11 de septiembre de 2014 | Irvine           | United States  | Verizon Wireless Amphitheatre       |
| 13 de septiembre de 2014 | George           | United States  | The Gorge                           |
| 15 de septiembre de 2014 | Los Ángeles      | United States  | Hollywood Bowl                      |
| 16 de septiembre de 2014 | Chula Vista      | United States  | Sleep Train Amphitheatre            |
| 18 de septiembre de 2014 | Wheatland        | United States  | Sleep Train Amphitheatre            |
| 19 de septiembre de 2014 | Concord          | United States  | Concord Pavilion                    |